# 城巴260線
城巴260線是一條港島特快旅遊路線，由城巴營辦，來往中環（交易廣場）及赤柱市集之間，途經金鐘、告士打道、香港仔隧道及淺水灣，是港島區目前唯一編號為2字起首百位數的巴士路線。
本線途經香港仔隧道及告士打道，被標榜為「香港仔隧道特快」路線。然而，根據城巴網站的資料，本線的全程行車時間為60分鐘，比與本線起訖點完全相同的城巴6號線及城巴6X線的全程行車時間還要長5分鐘，本線是否特快見仁見智。

## 歷史
- 1978年9月1日：260線投入服務，由中巴營運，屬豪華巴士路線，經皇后大道東及黃泥涌峽來往中環總站及赤柱監獄。
- 1982年起：改經香港仔隧道。
- 1982年6月27日起：逢泳季假日暫停服務，由新設假日路線6A取代。
- 1985年2月1日起：總站遷往新啟用的中環（交易廣場）巴士總站。
- 1986年5月18日起：恢復泳季假日之服務，但於該等日子不設分段收費。
- 1988年8月起：中巴於此線試行單層空調巴士（都城嘉慕威曼都城騎士）。
- 1991年6月25日起：全線改以單層空調巴士行走。
- 1991年9月25日起：全程車費由$10調低至$8；分段收費亦相應調低。
- 1994年6月1日起：平日黃昏繁忙時間增設特別班次，途經告士打道前往赤柱。
- 1995年9月1日起：城巴接辦本線。
- 1995年12月4日起：來回程均改經告士打道，不經皇后大道東。
- 1996年10月28日起：服務時間由傍晚延長至午夜。
- 1999年12月6日起：所有城巴赤柱路線之雙向分段收費改為只適用於八達通卡，欲享用雙向分段收費之乘客必須在下車時再次拍卡。
- 2007年6月4日起：往赤柱方向不再繞經愛丁堡廣場（中環（大會堂））。
- 2010年3月22日起：本線首次派出Enviro400行走（7000），是繼車隊編號2700退出赤柱路線服務後首次再有雙層低地台巴士服務城巴的赤柱路線。
- 2018年5月28日：增設實時抵站時間查詢服務。
- 2020年12月28日：受新型冠狀病毒肺炎疫情影響，尾班車提早至21:00。[1]
  - 2021年2月18日起改為尾班車提早至22:00。
- 2021年8月30日：兩邊方向尾班車提早至21:00。[2]

## 服務時間及班次
| 中環（交易廣場）開 | 中環（交易廣場）開 | 中環（交易廣場）開     | 赤柱市集開       | 赤柱市集開 | 赤柱市集開             |
| 日期               | 時間               | 班次（分鐘）           | 日期             | 時間       | 班次（分鐘）           |
| ------------------ | ------------------ | ---------------------- | ---------------- | ---------- | ---------------------- |
| 星期一至五         | 07                 | 12、27、42、55         | 星期一至五       | 06         | 32、52                 |
| 星期一至五         | 08                 | 09、29、49、59         | 星期一至五       | 07         | 07、22、37、55         |
| 星期一至五         | 09                 | 12、30、45             | 星期一至五       | 08         | 10、25、42、54         |
| 星期一至五         | 10-14              | 05、25、45             | 星期一至五       | 09         | 10、28、48             |
| 星期一至五         | 15-21              | 00、20、40             | 星期一至五       | 10         | 06、22、37、52         |
|                    |                    |                        | 星期一至五       | 11-14      | 12、32、52             |
| 15                 | 08、28、48         |                        | 星期一至五       |            |                        |
| 16                 | 08、18、35、48     |                        | 星期一至五       |            |                        |
| 17                 | 05、20、35、55     |                        | 星期一至五       |            |                        |
| 18                 | 15、30、45、56     |                        | 星期一至五       |            |                        |
| 19                 | 10、30、48         |                        | 星期一至五       |            |                        |
| 20                 | 05、25、40         |                        | 星期一至五       |            |                        |
| 21                 | 00                 |                        | 星期一至五       |            |                        |
| 星期六             | 07                 | 12、32、52             | 星期六           | 06         | 32、52                 |
| 星期六             | 08                 | 12、29、42、57         | 星期六           | 07         | 02、12、12、34、46、56 |
| 星期六             | 09                 | 10、26、42、51、58     | 星期六           | 08         | 08、15、32、44、58     |
| 星期六             | 10                 | 10、22、31、38、50     | 星期六           | 09         | 10、18、28、38、48、58 |
| 星期六             | 11                 | 02、14、26、38、52     | 星期六           | 10         | 08、18、28、38、48、58 |
| 星期六             | 12-18              | 04、16、29、38、51     | 星期六           | 11         | 08、16、24、37、50     |
| 星期六             | 19                 | 04、20、35、50         | 星期六           | 12         | 00、13、26、39、52、59 |
| 星期六             | 20                 | 05、20、40             | 星期六           | 13-16      | 11、23、35、47、59     |
| 星期六             | 21                 | 00                     | 星期六           | 17         | 12、24、37、47、59     |
|                    |                    |                        | 星期六           | 18         | 09、15、27、35、47、59 |
| 19                 | 10、25、40、55     |                        | 星期六           |            |                        |
| 20                 | 05、25、40         |                        | 星期六           |            |                        |
| 21                 | 00                 |                        | 星期六           |            |                        |
| 星期日及公眾假期   | 08                 | 10、25、40、55         | 星期日及公眾假期 | 08         | 02、17、32、47         |
| 星期日及公眾假期   | 09                 | 10、21、33、42、51     | 星期日及公眾假期 | 09         | 00、15、30、40、50     |
| 星期日及公眾假期   | 10-17              | 00、10、20、30、40、50 | 星期日及公眾假期 | 10-18      | 00、10、20、30、40、50 |
| 星期日及公眾假期   | 18                 | 00、10、20、30、40、51 | 星期日及公眾假期 | 19         | 00、12、24、36、48     |
| 星期日及公眾假期   | 19                 | 09、20、40、55         | 星期日及公眾假期 | 20         | 05、25、35、45         |
| 星期日及公眾假期   | 20                 | 05、15、35、45         | 星期日及公眾假期 | 21         | 00                     |
| 星期日及公眾假期   | 21                 | 00                     |                  |            |                        |

## 收費
全程：$13.4
- 中環（交易廣場）往淺水灣海灘或之前：$8.4（不適用於星期六、日及公眾假期）
- 淺水灣海灘往中環（交易廣場）／赤柱市集：$8.4
- 赤柱村往赤柱市集：$3.5
- 舊灣仔警署往中環（交易廣場）：$4.4

| - 本線設有12歲以下小童半價優惠，但不設長者半價優惠。 - 12歲以下合資格殘疾兒童使用「殘疾人士身份」個人八達通繳付車資，均可享有每程$2.0或半價（以較低者為準）的票價優惠；12至64歲合資格殘疾人士使用「殘疾人士身份」個人八達通（包括「樂悠咭」），以及60歲或以上香港居民使用「樂悠咭」繳付車資，均可享有每程$2.0或全費（以較低者為準）的票價優惠。 - 12至64歲合資格殘疾人士如不使用「殘疾人士身份」個人八達通，以及60歲或以上長者如不使用「樂悠咭」繳付車資，必須繳付全費。 - 乘客可以現金或八達通於上車時付款，不設找續。 - 每位成人乘客可免費攜帶最多兩名4歲以下而不佔座位的兒童乘客乘車，超額之4歲以下小童必須繳付小童車費乘車。 - 九龍巴士、城巴及龍運巴士全職員工及家屬（不包括外判職員）可免費乘搭本路線，惟必須拍職員或職員家屬八達通。 - 乘客亦可使用AlipayHK「易乘碼」、支付寶、WeChatHK／微信支付「搭車碼」、銀聯雲閃付「乘車碼」及BOC Pay「乘車碼」、具有感應式支付功能的VISA、Mastercard及銀聯卡，以及Apple Pay、Google Pay及Samsung Pay流動支付平台繳付車資。使用此支付方式的乘客可享有中途下車之分段收費，以及與其他城巴獨營路線或聯營線城巴班次之轉乘優惠，惟不適用於與非城巴路線之轉乘優惠。乘客亦不能享有「公共交通費用補貼計劃」及「長者及合資格殘疾人士公共交通票價優惠計劃」。 - 帶粗體字者為雙向分段收費，乘客必須使用八達通或指定交通二維碼繳費，並於下車前再次確認八達通或掃瞄二維碼，方可享有分段收費優惠。 |

### 八達通轉乘優惠
乘客登上本線後指定時間內以同一張八達通卡轉乘以下路線，或從以下路線登車後指定時間內以同一張八達通卡轉乘本線，次程可獲車資折扣優惠：
- 260往中環 → A11往機場，回贈首程車資，轉乘時限為90分鐘
- A11往北角碼頭 → 260往赤柱，次程車資全免，轉乘時限為120分鐘

## 用車
本線現時主要使用亞歷山大丹尼士Enviro 400 10.5米低地台巴士（70XX）行走，逢星期六、日及公眾假期會有亞歷山大丹尼士Enviro 500 MMC 11.3米（91XX）支援本線。

## 行車路線
中環（交易廣場）開經：干諾道中-、夏慤道、紅棉路支路、金鐘道、軍器廠街、天橋、告士打道、堅拿道天橋、黃泥涌峽天橋、香港仔隧道、黃竹坑道、香島道、淺水灣道、赤柱峽道、赤柱村道、東頭灣道及赤柱村道。
赤柱市集開經：赤柱灘道、赤柱村道、赤柱峽道、淺水灣道、香島道、黃竹坑道、香港仔隧道、黃泥涌峽天橋、堅拿道天橋、告士打道、夏慤道、紅棉路支路、琳寶徑、遮打道、昃臣道、干諾道中、康樂廣場及港景街。

### 沿線車站

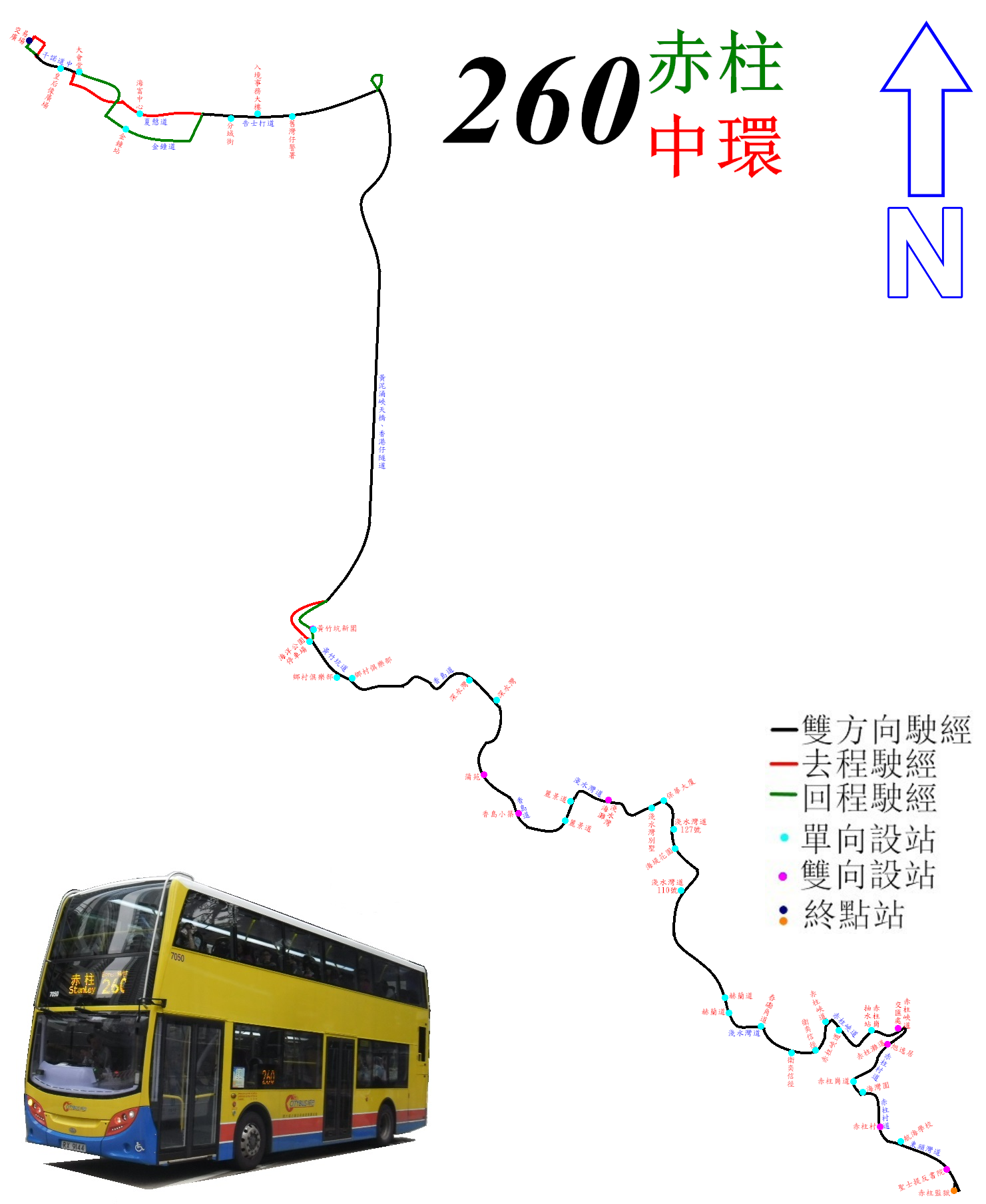
此線的走線圖

| 中環（交易廣場）開 | 中環（交易廣場）開 | 中環（交易廣場）開       | 赤柱市集開 | 赤柱市集開       | 赤柱市集開               |
| 序號               | 車站名稱           | 位置                     | 序號       | 車站名稱         | 位置                     |
| ------------------ | ------------------ | ------------------------ | ---------- | ---------------- | ------------------------ |
| 1                  | 中環（交易廣場）   | 中環（交易廣場）巴士總站 | 1          | 赤柱村           | 赤柱村巴士總站           |
| 2                  | 大會堂             | 干諾道中                 | 2          | 赤柱崗道         | 赤柱村道                 |
| 3                  | 金鐘站             | 金鐘道                   | 3          | 赤柱灘道         | 赤柱村道                 |
| 4                  | 入境事務大樓       | 告士打道                 | 4          | 赤柱峽道交匯處   | 赤柱峽道                 |
| 5                  | 黃竹坑新圍         | 黃竹坑道                 | 5          | 赤柱峽道         | 赤柱峽道                 |
| 6                  | 鄉村俱樂部         | 黃竹坑道                 | 6          | 衛奕信徑         | 赤柱峽道                 |
| 7                  | 深水灣             | 香島道                   | 7          | 赫蘭道           | 淺水灣道                 |
| 8                  | 蒲苑               | 香島道                   | 8          | 淺水灣道102號    | 淺水灣道                 |
| 9                  | 香島小築           | 香島道                   | 9          | 淺水灣道90號     | 淺水灣道                 |
| 10                 | 麗景道             | 淺水灣道                 | 10         | 淺水灣別墅       | 淺水灣道                 |
| 11                 | 淺水灣海灘         | 淺水灣道                 | 11         | 淺水灣海灘       | 淺水灣道                 |
| 12                 | 保華大廈           | 淺水灣道                 | 12         | 麗景道           | 淺水灣道                 |
| 13                 | 淺水灣道127號      | 淺水灣道                 | 13         | 香島小築         | 香島道                   |
| 14                 | 赫蘭道             | 淺水灣道                 | 14         | 蒲苑             | 香島道                   |
| 15                 | 舂磡角道           | 赤柱峽道                 | 15         | 深水灣           | 香島道                   |
| 16                 | 衛奕信徑           | 赤柱峽道                 | 16         | 鄉村俱樂部       | 黃竹坑道                 |
| 17                 | 赤柱峽道           | 赤柱峽道                 | 17         | 海洋公園停車場   | 黃竹坑道                 |
| 18                 | 赤柱崗抽水站       | 赤柱峽道                 | 18         | 舊灣仔警署       | 告士打道                 |
| 19                 | 赤柱峽道交匯處     | 赤柱峽道                 | 19         | 分域街           | 告士打道                 |
| 20                 | 旭逸居             | 赤柱村道                 | 20         | 海富中心         | 夏慤道                   |
| 21                 | 海灣園             | 赤柱村道                 | 21         | 皇后像廣場         | 干諾道中                 |
| 22                 | 赤柱村             | 赤柱村道                 | 22         | 中環（交易廣場） | 中環（交易廣場）巴士總站 |
| 23                 | 香港航海學校       | 東頭灣道                 |            |                  |                          |
| 24                 | 聖士提反書院       | 東頭灣道                 |            |                  |                          |
| 25                 | 赤柱監獄           | 東頭灣道                 |            |                  |                          |
| 26                 | 聖士提反書院       | 東頭灣道                 |            |                  |                          |
| 27                 | 赤柱村             | 赤柱村巴士總站           |            |                  |                          |